# Fabio Crotta
Fabio Crotta (Giubiasco, 4 settembre 1979) è un cavaliere svizzero.
Attivo nel Salto ostacoli, suoi principali successi sono la medaglia d'oro ai Campionati Europei Juniores di Atene nel 1994, nonché la medaglia d'oro a squadre ai Campionati Europei Young Riders di Lisbona 1998. 
Da annoverare pure il diploma olimpico conseguito ai Giochi di Atene 2004 e la medaglia d'argento a squadre dei Campionati Europei di San Patrignano 2005

## Carriera
Fabio inizia la sua carriera all'età di 12 anni, partecipando a concorsi regionali, per poi passare un anno dopo a gareggiare a livello nazionale nella categoria Juniori. L'anno 1994 è ricco di successi, infatti coincide con la medaglia d'oro conquistata ai Campionati Svizzeri e la medaglia d'oro a squadre ai Campionati Europei di Atene.
Nel 1998 passa alla categoria Young Riders, vincendo la medaglia d'oro a squadre ai Campionati Europei di Lisbona. A questi successi si affiancano varie vittorie in gran premi internazionali di equitazione.
A partire dall'anno 2003 entra a far parte dei quadri élite della squadra svizzera, e nel 2004 partecipa ai Giochi Olimpici di Atene, ottenendo un 5º posto a squadre che gli vale il Diploma olimpico. L'anno seguente conquista la medaglia d'argento a squadre ai Campionati Europei di San Patrignano, classificandosi nel contempo all'8° rango individuale.

## Cavalli
- Barrios de Frely
- Lemona
- Fresco
- Radames
- Spring Time
- Madame Pompadour
- Look at Me
- Kimoni du Chat Belle Vue
- Horizon du Roc